# Lilac Fire
Lilac Fire var en skogsbrand som rasade i norra San Diego County, Kalifornien, USA, och den näst kostsammaste av flera skogsbränder som bröt ut i södra Kalifornien i december 2017. Branden rapporterades första gången den 7 december 2017, brände 4 100 tunnland och förstörde 1 659 hektar innan den tyglades helt. Branden kostade minst 8,9 miljoner USD, inklusive 5 miljoner USD i brandbekämpningskostnader och egendomsskador, och ytterligare 3,9 miljoner USD i kostnader för sanering och erosionskontroll. Branden hotade samhällena Bosall, Oceanside, Vista, Fallbrook och Camp Pendleton. Under branden tvingades uppskattningsvis över 100 000 invånare att evakuera, eller blev uppmanade till det. Den 7 december bröt Lilac Fire också strömmen till 20 000 personer.

## Händelser
Lilac Fire rapporterades den 7 december 2017, klockan 11:15 PST, som en liten buskbrand, strax utanför vägen Interstate 15. Branden upptäcktes nära Old Highway 395 och Dulin Road, nära korsningen mellan State Route 76 och Interstate 15, i Bonsall, San Diego County, Kalifornien. Driven av ovanligt kraftfulla Santa Ana-vindar, med vindbyar som nådde 106 km/h, växte skogsbranden snabbt i storlek; inom några minuter växte branden till 50 hektar. Vid 11:35 AM PST hade Lilac Fire nått 200 hektar. Vindarna sköt elden västerut mot Oceanside och Vista. Under eftermiddagen lämnade Lilac Fire nästan 20 000 San Diego Gas & Electric-kunder utan ström. Lilac Fire expanderade till 1 659 hektar på kvällen, med 0% inneslutning. Runt den tiden fanns det oro för att Lilac Fire kunde brinna hela vägen till Stilla havet, nära Camp Pendleton.
Dagen då branden rapporterades utropade guvernör Jerry Brown ett undantagstillstånd för San Diego County på grund av branden och sade: "Elden är mycket farlig och sprider sig snabbt, men vi kommer att fortsätta att attackera den med allt vi har. Det är avgörande att invånarna håller sig redo och evakuerar omedelbart om de uppmanas att göra det." 
Cal State San Marcos, Palomar College och MiraCosta College ställde in undervisningen och stängde under resten av veckan. Obligatoriska evakueringar utfärdades för områdena Bonsall och Oceanside. Cal Fire rapporterade att "branden växer med en farlig spridningshastighet och byggnader hotas." Tre personer skadades, inklusive två hästskötare som fick brännskador och en vicesheriff från San Diego County Sheriff's Department som skadades när han dirigerade trafiken. Elden brände San Luis Rey Training Center, förstörde åtta lador och dödade 46 hästar.
På morgonen den 8 december låg elden kvar på 1 700 hektar och 0% inneslutning, och 105 byggnader hade förstörts. Ytterligare en civil och en brandman lades in på sjukhus på grund av att han hade inandats rök, och en annan brandman behandlades för en axel som var ur led. Senare på kvällen gav en förskjutning i vindriktningen och en ökning av luftfuktigheten brandmännen möjlighet att göra framsteg med brandbekämpningen, vilket ökade brandens inneslutning till 15 %. Under kvällen återvände Santa Ana-vindarna till regionen. Under eftermiddagen den 9 december greps en kvinna för att ha plundrat ett hem i Bonsall, inom den obligatoriska evakueringszonen.
Den 10 december förblev Lilac Fires brandområde på 1 659 hektar, med inneslutningen som hade ökat till 75%. Bedömningar visade att branden hade förstört 151 byggnader, samtidigt som 56 andra skadades.  Trots starka Santa Ana-vindar som återupptogs över södra Kalifornien och nära Lilac Fire, lyckades inte vindarna stablisera sig runt Lilac Fires brandområde, vilket gjorde det möjligt för brandmän att göra betydande framsteg med att begränsa branden. Brandmännen som förstärkte inneslutningslinjerna hade hjälp av bra väder. På grund av ökningen av brandskyddet och de avtagande Santa Ana-vindarna hävdes alla evakueringsorder och vägavstängningar för lilabranden vid cirka 16:00 PST den 10 december. Den 11 december var Lilac Fire till 90% under kontroll, utan ytterligare ökningar i storlek.
Den 14 december hade inneslutningen av Lilac Fire ökat till 98%. Under tidig eftermiddag på fredagen den 15 december sågs rök nära platsen där Lilac Fire hade startat, under en bro på Interstate 15. Men vid 13:22 PST samma dag rapporterade CalFire att situationen hade kommit under kontroll.
Tidigt den 16 december rapporterades det att Lilac Fire var helt innesluten och att det sista brandområdet hade en storlek på 1 700 ha.

## Verkningar

### Evakueringar
Under Lilac Fire beordrades evakueringar för följande områden. Alla evakueringsorder togs bort 16:00 PST 10 december 
Bonsall
- Väster om Lilac Rd. & Sullivan Middle School
- Söder om Burma Rd.
- Öster om Wilshire
- Norr om N. River Rd.
- Väster om S. Mission Ave.
- Söder om Reche Rd.
- Väster om Interstate 15
- Öster om Green Canyon Rd. och S. Mission Rd.
- Norr om Highway 76

Oceanside
- Norr om Bobier Dr., east of Melrose Dr. norr om Santa Fe Ave., och öster om College Blvd.
- Söder om N. River Rd., norr om Bobier Dr., öster om Melrose Dr., norr om Santa Fe Ave., West of E. Vista Way
- Områden öster om Douglas Dr. och norr om N. River Rd.
- Väster om Wilshire Rd., norr om River Rd., öster om Douglas Dr., och söder om inhägnaden för Camp Pendleton

Evacueringsvarningar utfärdades för områden norr om Pala Rd., söder om Reche Rd., väster om Interstate 15 öster om Green Canyon Rd. & väster om Mission Rd.
Evakueringscenter var: Pala Casino Resort and Spa, Great Oak High School, Fallbrook High School, East Valley Community Center i Escondido, Bostonia Park and Recreation Center i El Cajon, Oceanside High School, Palomar College och Stagecoach Community Park i Carlsbad. Del Mar Fairgrounds och San Diego Polo Club öppnade för evakuering av stora djur.

### Vägavstängningar
Fram till 10 december var följande vägar avstängda:
- S. Mission Rd. från Winterhaven Rd. för södergående trafik
- Gopher Canyon Rd. från E. Vista Way till Little Gopher Canyon Rd.
- State Road 76 från Old Hwy 395 till Via Monserate
- W. Lilac Rd. från Old Hwy 395 till Camino Del Rey
- Camino Del Ray vid State Road 76 till Old Hwy 395
- Old River Rd. vid Little Gopher Canyon Rd. genom Golf Club Dr.
- Olive Hill Road från Burma till State Route 76

## Undersökning
Sedan Lilac Fire hade startat började myndigheterna undersöka brandens källa. Strax efter att branden hade börjat rapporterade flera bilister att de såg en tunn eldlinje utanför Interstate 15, med lågor som var cirka 3 decimeter höga och inte längre än "en bred dubbelsäng." Även om utredarna bättre lyckades ringa in den plats där Lilac Fire startade till ett område på 1 kvadratmeter, kunde de inte hitta något som branden kunde använda för att sprida sig. Trots de många rapporterna de fick från bilister i närheten av brandens början, kunde utredarna fortfarande inte finna en säker ledtråd om brandens orsak. Utredare uppgav att orsaken till Lilac Fire kanske aldrig kommer att bli känd utan fler tips från allmänheten, men de uppgav också att den som startade branden kan ha gjort det omedvetet; en lastbil som genererade gnistor från att släpa en metallkedja är en möjlig orsak.

## Se vidare
Skogsbränderna i Kalifornien i oktober 2007